# Cecerleg
Cecerleg (mongolul: Цэцэрлэг) a mongóliai Észak-Hangáj tartomány székhelye. Nevének jelentése kert. A Hangáj-hegység északkeleti részén, 1695 méteres magasságban fekszik, a fővárostól 448 kilométerre. Lakossága 16 300 fő.

## Története
Cecerleg korábban kolostorváros volt, Mongólia második legnagyobb vallási központja. Itt élt a 18. század elején Dzaja Pandita Luvszanperinlej tudós szerzetes – Lodzang Gjaco, az 5. dalai láma tanítványa. Az ő időszaka alatt kezdett el kiépülni a Dzajaín Hüré kolostoregyüttes, mely 13 szentélyből és palotából állt. A 10. Dzaja Pandita meggyilkolása után 1932-ben a kolostor központi épületét néprajzi múzeummá alakították, ma is ebben a funkcióban működik.
A város 1923 óta Észak-Hangáj tartomány székhelye.

## Adottságok
Cecerleget aszfaltút köti össze Ulánbátorral, valamint repülőtere (ZMTG/TSG) is van, ahonnan rendszeres járat visz a fővárosba.
A városban kórház, színház, mezőgazdasági főiskola és több hotel is található. A környék legjelentősebb iparága az élelmiszer-feldolgozás.